# Barrio Herodiano

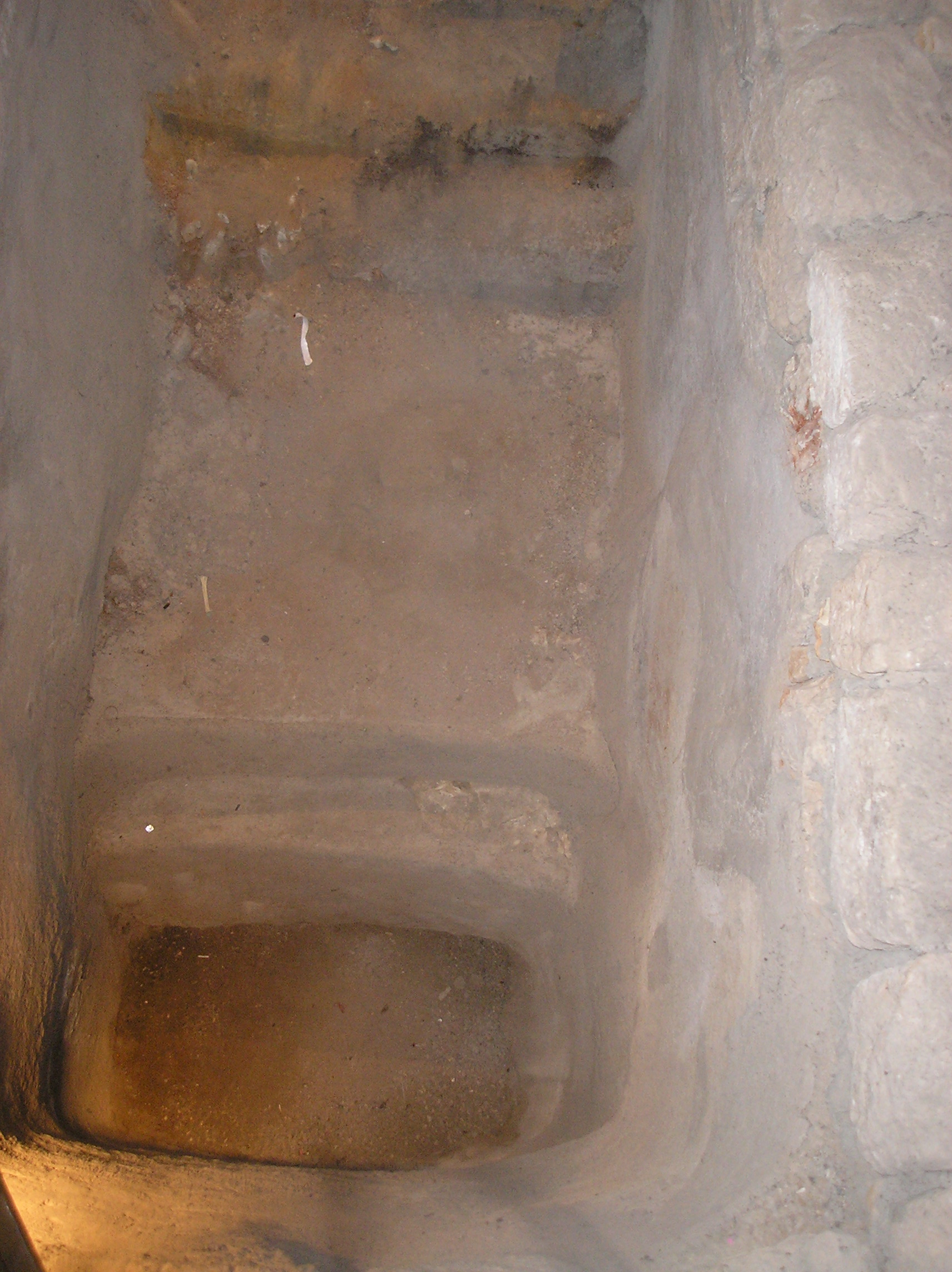
Mikve (baño ritual) del período del Segundo Templo

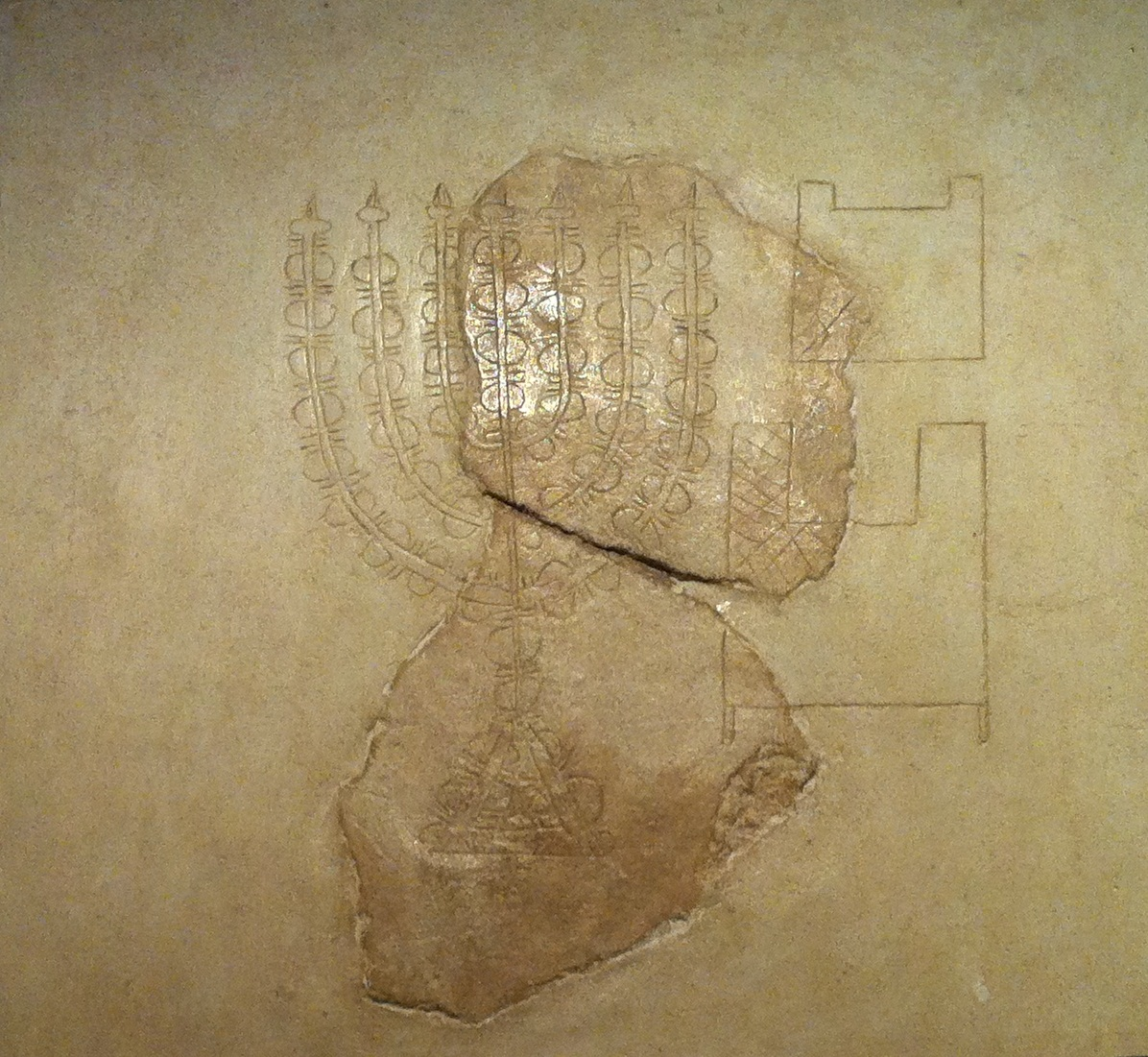
Representación de la Menorá

El Museo Wohl de Arqueología o el Barrio Herodiano es un museo en el Barrio Judío de la Ciudad Vieja de Jerusalén, donde se exhibe una serie de casas de gran tamaño del barrio que se encontraba allí (denominado Ciudad Alta por Flavio Josefo) durante el reinado de Herodes el Grande (37 a. C. - 4 a. C.) y hasta la destrucción del Segundo Templo en el año 70 d. C. 
Durante la restauración del Barrio Judío después de la Guerra de los Seis Días, en las excavaciones arqueológicas dirigidas por Najman Avigad, fueron descubiertos varios edificios del Período del Segundo Templo. Algunos de esos edificios se exhiben al público en el museo, aunque no todos los que fueron descubiertos. 

## La casa occidental
La casa occidental, se llama así por estar ubicada al oeste de los otras casas expuestas en el museo. Sólo se conserva el piso del sótano, que no se utilizaba para fines residenciales, allí se descubrieron almacenes, cisternas y mikves (baños rituales). También se puede ver parte de la escalera que llevaba a los pisos superiores. En uno de los baños se ven restos del mosaico que cubría el piso. El diseño del mosaico consiste de figuras geométricas, no incluye formas de animales o personas, en concordancia con la prohibición bíblica (Éxodo 20:4, Deuteronomio 4:16-18). También se descubrió un vasija de piedra que aparentemente se usaba para lavar los pies antes de entrar en la mikve. 

## La casa de las columnas
Esta estructura es parte de una hilera de columnas que rodeaba el patio de una casa (véase Peristylum romano). Los pilares eran de piedra, pero para dar una aparienia de más esplendor, estaban cubiertos con yeso de modo tal que aparentaban ser de mármol. 

## La casa central
De esta casa se conserva el salón con piso de mosaico. En esta sala se colocaban tres camas en las que los invitados se recostaban mientras comían de las mesas colocadas a los lados. Se conservan las mesas y parte de los utensilios de cerámica. La casa fue atravesada por un canal de drenaje posterior, del período bizantino (324 al 638).

## La casa enorme
Esta estructura es la más grande que se conserva. La superficie total del edificio superaba los 600 metros cuadrados. Se pueden ven restos del gran incendio del año 70 que acabó con la ciudad: una viga de madera quemada y marcas de hollín en el suelo. 

## La casa meridional
Este edificio no fue restaurado ni limpiado, para mostrar a los visitantes el estado de destrucción en el que fueron hallados originalmente todos los edificios del sitio.

## Otros hallazgos
En el sitio se hallaron muchos muebles y artefactos utilizados por los residentes de Jerusalén durante el período del Segundo Templo: mesas de piedra, relojes de sol, utencillos de cerámica, de bronce y de vidrio . 
En una de las paredes se descubrió una representación de la menorá, el candelabro del Templo de Jerusalén. Una de las representaciones más antiguas de la misma, de los tiempos en el que el templo aún estaba en pie. 

## Galería

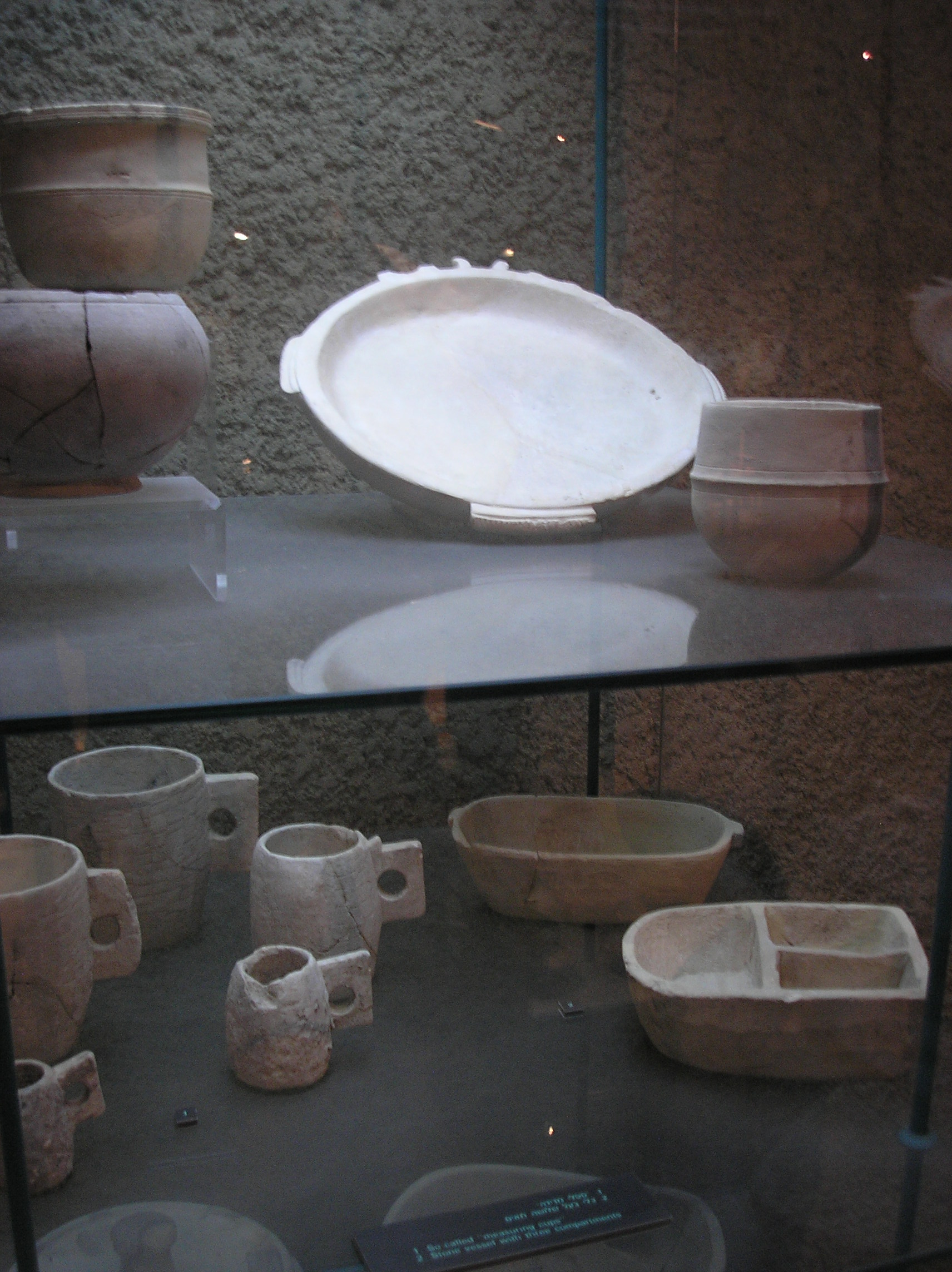
Vasijas de piedra, posible evidencia de que las casas pertencían a familias de sacerdotes.
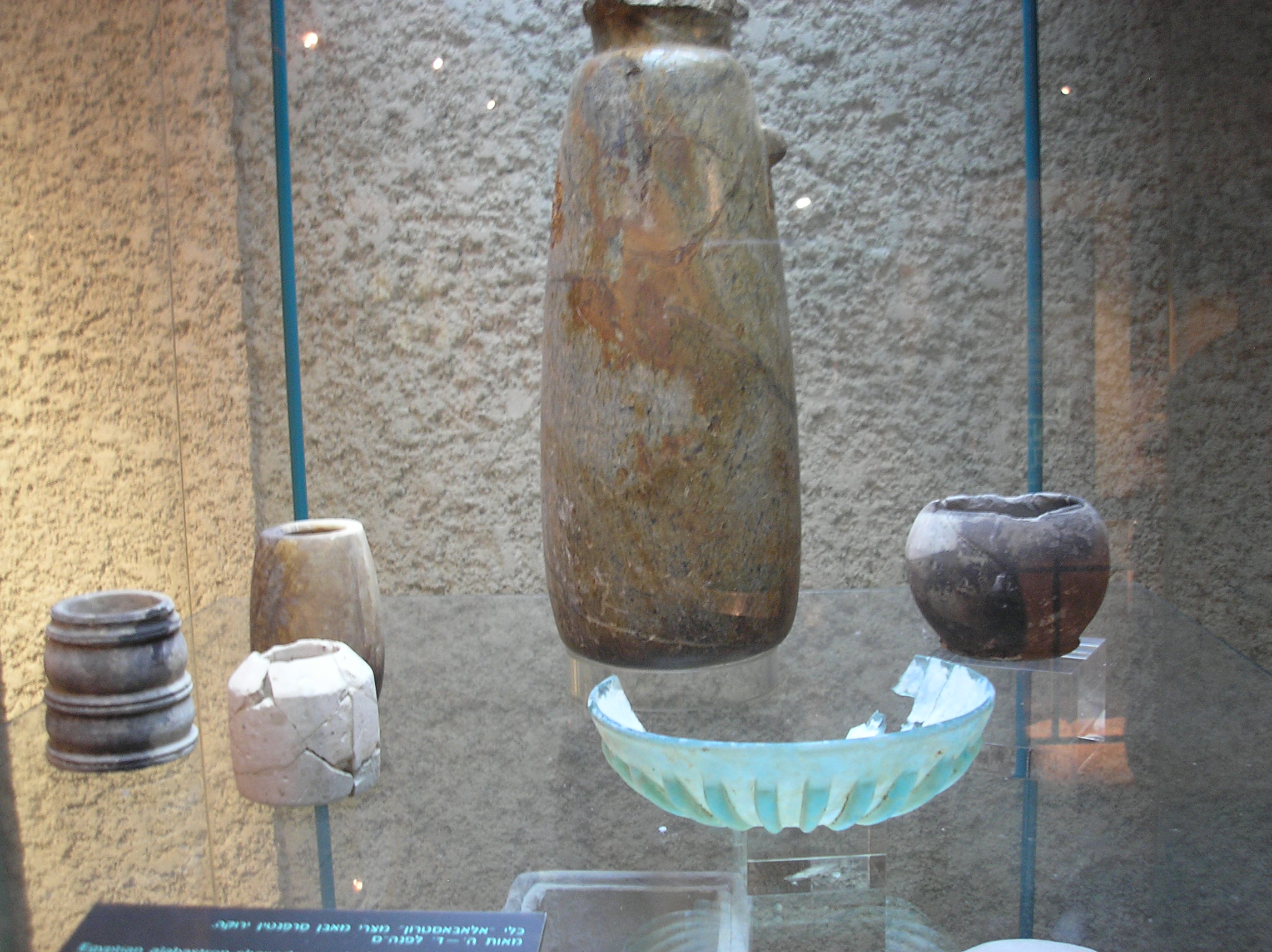
Entre los otros hallazgos, la rara vasija de vidrio ejemplifica la riqueza de los habitantes del barrio.
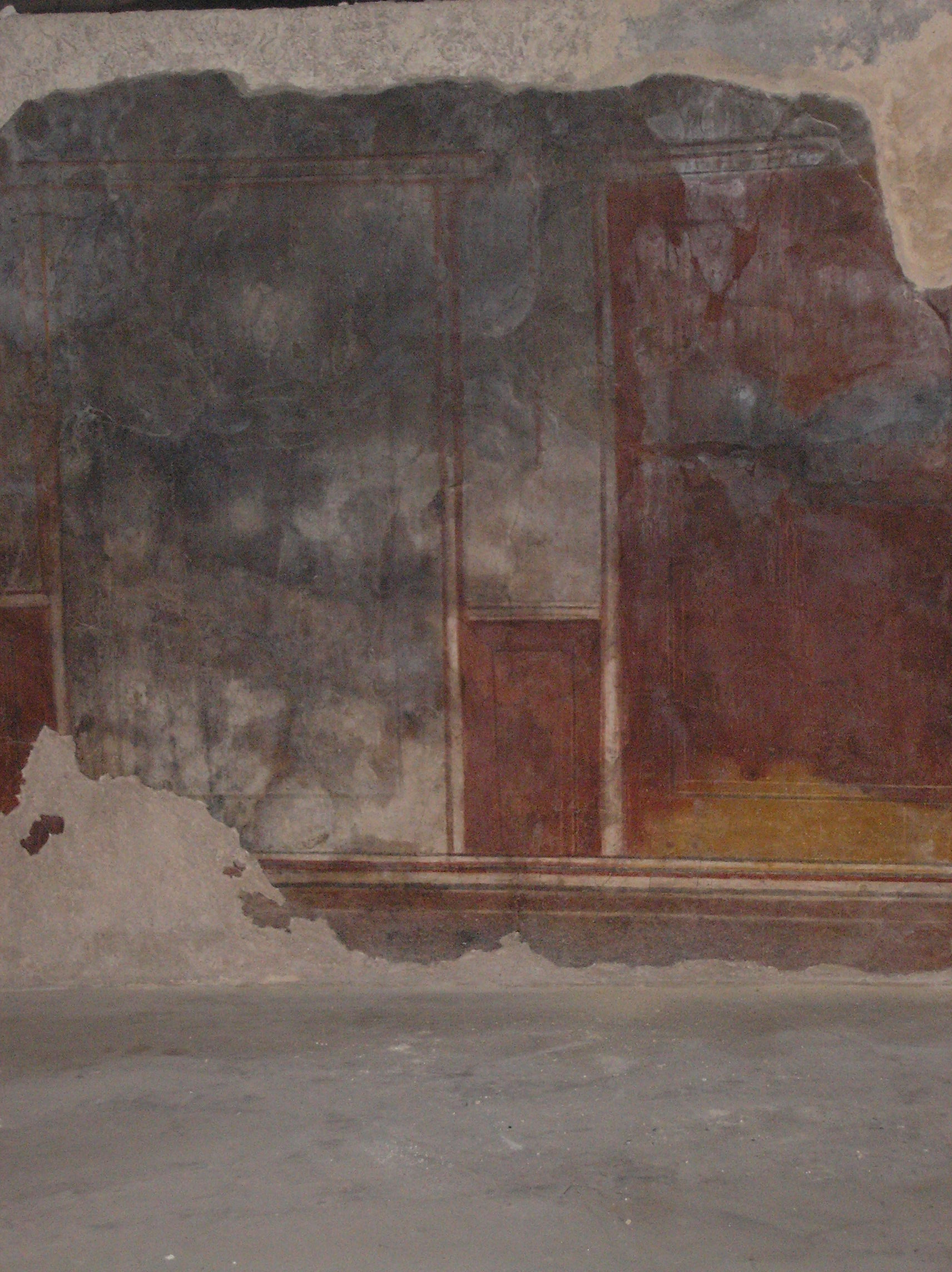
Hollín, vestigios de la destrucción a fuego de Jerusalén por parte de los romanos en el 70 d.C.
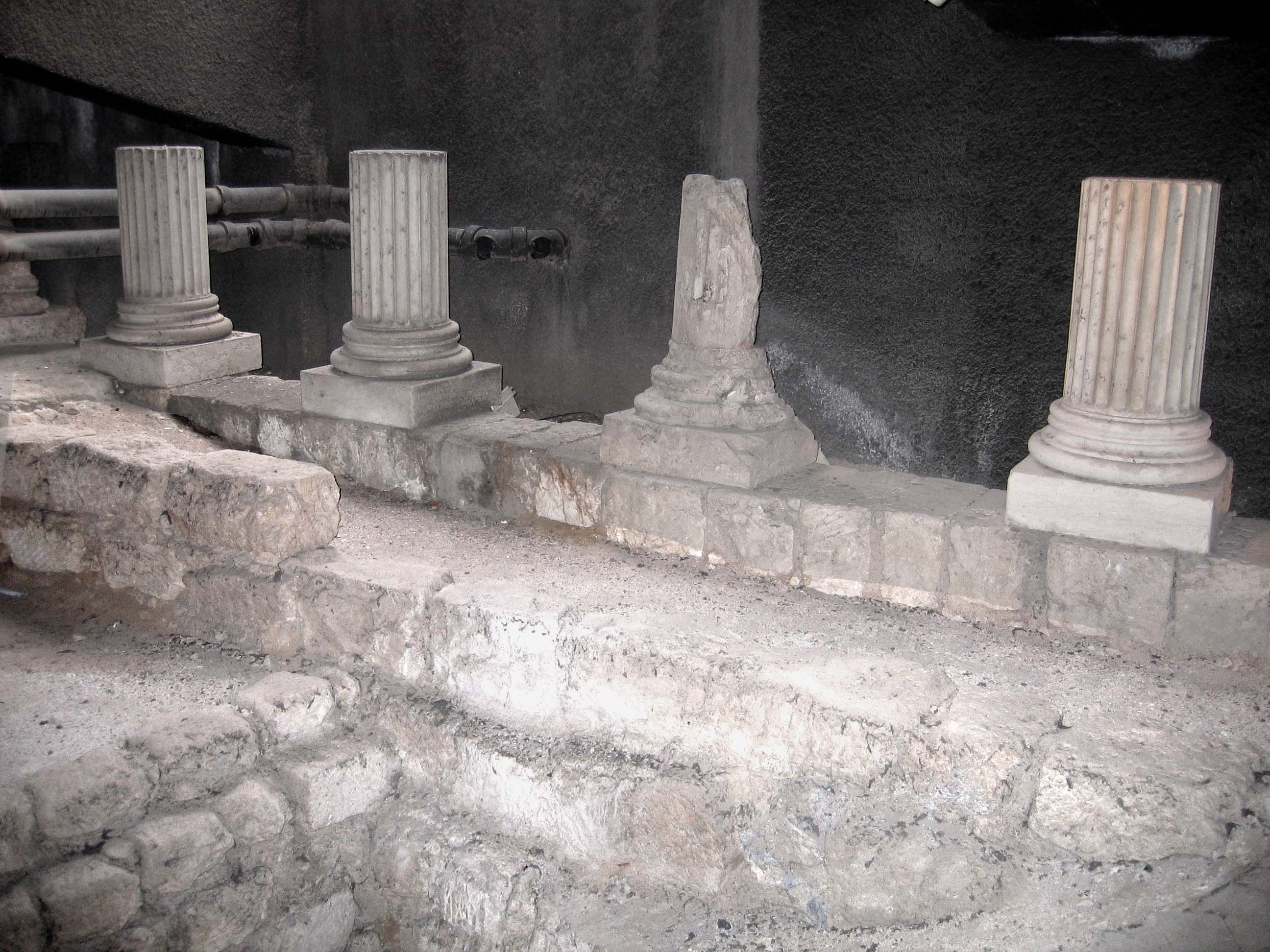
Restos de la "Casa de las Columnas".